# Brevirostres
Die Brevirostres sind ein Großtaxon der Krokodil-Kronengruppe (Crocodylia), in dem die Echten Krokodile (Crocodylidae) sowie die Alligatoren (Alligatoridae) als Schwestergruppe der Gaviale (Gavialidae) vereint sind. Die Ergebnisse von Verwandtschaftsanalysen auf Grundlage molekularer Daten stützen die Existenz einer solchen Gruppenkonstellation jedoch nicht.

## Etymologie
Der Name „Brevirostres“ leitet sich von den lateinischen Wörtern brevis (‚kurz‘) und rostrum (‚Schnabel‘, ‚Schnauze‘) ab und bedeutet damit so viel wie „Kurzschnauzenkrokodile“.
Er wurde vom deutschen Paläontologen Karl Alfred von Zittel in einem Band seines Kompendiums Handbuch der Palaeontologie aus dem Jahr 1890 geprägt.

## Taxonomische Geschichte und Definition
Unter dem Namen „Brevirostres“ wurden seinerzeit in Zittels phenetisch ausgerichteter Systematik verschiedene rezente und fossile Gruppen relativ kurz- und breitschnäuziger crocodylomorpher Archosaurier subsumiert. So umfasste die Gruppe neben Crocodyliden und Alligatoriden auch die Atoposauriden und die Goniopholiden aus dem Jura und der Kreide, die heute als eher entfernte Verwandte der modernen Krokodile gelten. Die Brevirostres wurden den „Longirostres“ gegenübergestellt, in denen verschiedene Gruppen lang- und schmalschnäuziger crocodylomorpher Archosaurier aus dem Mesozoikum, u. a. die Metriorhynchiden, mit den Gavialiden vereint waren.
Das Taxon Brevirostres erfuhr nachfolgend nur geringe Rezeption und geriet weitgehend in Vergessenheit. Erst 1997 wurde es im Rahmen einer kladistischen Analyse der Verwandtschaftsbeziehungen fossiler und rezenter Krokodile „wiederbelebt“ als Bezeichnung für eine Klade, die die Crocodyliden und Alligatoriden zusammen mit ihren nächsten ausgestorbenen Verwandten unter Ausschluss der Gavialiden umfasst. Die exakte, kladistisch-knotenbasierte Neudefinition des Taxons lautet: „Letzter gemeinsamer Vorfahr der Crocodylidae und Alligatoridae und alle dessen Nachfahren“.

## Merkmale
Namensgebendes Merkmal der Brevirostres ist ihre relativ kurze und breite Schnauze. Krokodile mit einer solchen Schnauzenform werden allgemein, unabhängig von ihrer Taxonomie, als brevirostrin bezeichnet. Paradebeispiel für brevirostrine Krokodile sind die Echten Alligatoren (Alligatorinae). Jedoch schließen die Brevirostres auch Vertreter mit weniger breiten und kurzen (mesorostrinen), sogar mit relativ langen und schmalen (stenorostrinen) Schnauzen mit ein. Tatsächlich sind für die Zugehörigkeit eines Krokodiltaxons zu den Brevirostres nach moderner Definition nicht zwingend die Ausbildung der Schnauzenpartie, sondern andere, weniger augenfällige Merkmale der Anatomie bzw. des Knochenbaus (Osteologie) entscheidend. Zu diesen relativ speziellen Alleinstellungsmerkmalen (Apomorphien) gehört u. a., dass das proximale Ende der Crista deltopectoralis, eines knöchernen Auswuchses des Humerus, der als Ansatzregion für die Brust- und Schultermuskulatur dient, abrupt vom proximalen Ende des Knochens aufragt und konkav geformt ist und dass der hintere Rand des Suborbitalfensters, der großen Öffnung im Boden der Augenhöhle, eine Einkerbung besitzt.

## Systematik
Das Taxon Brevirostres nach moderner, kladistischer Definition umfasst den Großteil der Krokodil-Kronengruppe (Crocodylia), d. h. den Großteil jener Gruppe, die auf den gemeinsamen Vorfahren aller rezenten Krokodile zurückgeht. Schwestergruppe der Brevirostres sind die Gaviale mit ihrem ausgesprochen lang- und schmalschnäuzigen (longirostrinen) rezenten Vertreter, dem Gangesgavial (Gavialis gangeticus).
Die Brevirostres fußen ausschließlich auf morphologischen (anatomischen, osteologischen) Merkmalen und obwohl der Sundagavial Tomistoma schlegelii eine longirostrine Art ist, steht er aufgrund der übrigen morphologischen Merkmale innerhalb der Echten Krokodile (Crocodylidae) und ist damit ein Vertreter der Brevirostres. Das untenstehende, vereinfachte Kladogramm (nach Brochu, 1997, 1999, 2003) zeigt diese Verwandtschaftshypothese:
| Echte Krokodile (Crocodylidae) | \| \| Crocodylinae \| \| \| \| \| \| Tomistominae (einzige rezente Art: Sundagavial, Tomistoma schlegelii) \| \| \| \| |
|                                | \| \| Crocodylinae \| \| \| \| \| \| Tomistominae (einzige rezente Art: Sundagavial, Tomistoma schlegelii) \| \| \| \| |
|                                | Alligatoren (Alligatoridae)                                                                                            |
|                                | |
|                                | Crocodylinae |
|                                | |
|                                | Tomistominae (einzige rezente Art: Sundagavial, Tomistoma schlegelii)                                                  |
|                                | |

|  | Crocodylinae                                                          |
|  |                                                                       |
|  | Tomistominae (einzige rezente Art: Sundagavial, Tomistoma schlegelii) |
|  |                                                                       |

| Echte Krokodile (Crocodylidae) | \| \| Crocodylinae \| \| \| \| \| \| Tomistominae (einzige rezente Art: Sundagavial, Tomistoma schlegelii) \| \| \| \| |
|                                | \| \| Crocodylinae \| \| \| \| \| \| Tomistominae (einzige rezente Art: Sundagavial, Tomistoma schlegelii) \| \| \| \| |
|                                | Alligatoren (Alligatoridae)                                                                                            |
|                                | |
|                                | Crocodylinae |
|                                | |
|                                | Tomistominae (einzige rezente Art: Sundagavial, Tomistoma schlegelii)                                                  |
|                                | |

|  | Crocodylinae                                                          |
|  |                                                                       |
|  | Tomistominae (einzige rezente Art: Sundagavial, Tomistoma schlegelii) |
|  |                                                                       |

Die enge Verwandtschaft des Sundagavials mit den Echten Krokodilen und den Alligatoren war bereits vor der Neudefinition der Brevirostres eine weit verbreitete Ansicht. Ein Teil der Forschergemeinde favorisiert jedoch seit langem eine enge Verwandtschaft des Sundagavials mit dem Gangesgavial und damit eine Zuordnung in die Familie Gavialidae. Mit dem Aufkommen molekulargenetischer Methoden zur Bestimmung der Verwandtschaftsverhältnisse in den 1980er Jahren verdichteten sich die Indizien, die letztgenannte Hypothese stützen. Mittlerweile gilt ein Schwestergruppenverhältnis von Gangesgavial und Sundagavial innerhalb der rezenten Krokodile als relativ gesichert. Zudem legen die molekularen Daten nahe, dass die Gaviale nicht die Schwestergruppe einer gemeinsamen Klade aus Crocodyliden und Alligatoriden sind, sondern die Gavialiden mit den Crocodyliden näher verwandt sind als mit den Alligatoriden.
Die Konsequenz des letztgenannten Aspektes dieser im untenstehenden Kladogramm (nach Oaks, 2011) dargestellten Hypothese wäre, dass die Brevirostres nach der Definition des Taxons ein jüngeres Synonym der Crocodylia sind und damit keine Bedeutung für die Systematik der Krokodile mehr hätten.
|                      | Echte Krokodile (Crocodylidae) |
|                      | |
| Gaviale (Gavialidae) | \| \| Tomistominae (einzige rezente Art: Sundagavial, Tomistoma schlegelii) \| \| \| \| \| \| Gavialinae (einzige rezente Art: Gangesgavial, Gavialis gangeticus) \| \| \| \| |
|                      | \| \| Tomistominae (einzige rezente Art: Sundagavial, Tomistoma schlegelii) \| \| \| \| \| \| Gavialinae (einzige rezente Art: Gangesgavial, Gavialis gangeticus) \| \| \| \| |
|                      | Tomistominae (einzige rezente Art: Sundagavial, Tomistoma schlegelii) |
|                      | |
|                      | Gavialinae (einzige rezente Art: Gangesgavial, Gavialis gangeticus) |
|                      | |

|  | Tomistominae (einzige rezente Art: Sundagavial, Tomistoma schlegelii) |
|  |                                                                       |
|  | Gavialinae (einzige rezente Art: Gangesgavial, Gavialis gangeticus)   |
|  |                                                                       |

|                      | Echte Krokodile (Crocodylidae) |
|                      | |
| Gaviale (Gavialidae) | \| \| Tomistominae (einzige rezente Art: Sundagavial, Tomistoma schlegelii) \| \| \| \| \| \| Gavialinae (einzige rezente Art: Gangesgavial, Gavialis gangeticus) \| \| \| \| |
|                      | \| \| Tomistominae (einzige rezente Art: Sundagavial, Tomistoma schlegelii) \| \| \| \| \| \| Gavialinae (einzige rezente Art: Gangesgavial, Gavialis gangeticus) \| \| \| \| |
|                      | Tomistominae (einzige rezente Art: Sundagavial, Tomistoma schlegelii) |
|                      | |
|                      | Gavialinae (einzige rezente Art: Gangesgavial, Gavialis gangeticus) |
|                      | |

|  | Tomistominae (einzige rezente Art: Sundagavial, Tomistoma schlegelii) |
|  |                                                                       |
|  | Gavialinae (einzige rezente Art: Gangesgavial, Gavialis gangeticus)   |
|  |                                                                       |